# Бета-пропелер

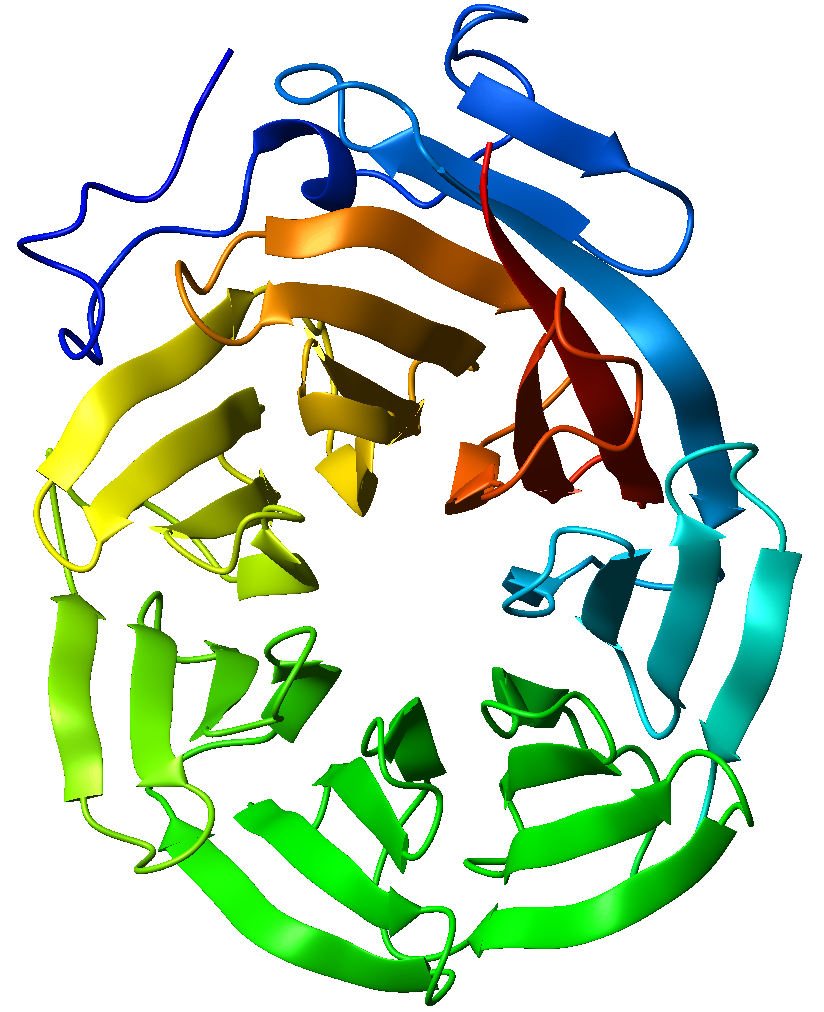
Стрічкова діаграма C-термінального домену WD40 білка Tup1 (транкрипційного корепресору дріжджів), що має семилистову пропелерну будову. Стрічки забарвлені блакитним на N-кінці та червоним на C-кінці.

Бета-пропелер — тип архітектури білків, що складаються цілком з бета-листів та характеризуються 4-8 гранним багатогранником з бета-структур, розташованих у вигляді тору навколо центральної осі. Кожний бета-лист зазвичай має антипаралельну орієнтацію з сусідніми бета-листами, таким чином, що перший та останній бета-листи фактично перпендикулярні один одному. Активний центр ферменту, складеного за такою структурою, зазвичай знаходиться у щілині, сформованій в центрі пропелера та оточеній петлями, що зв'язують послідовні мотиви з чотирьох бета-листів.